# 서태지 6집
《서태지 6집》은 대한민국의 싱어송라이터 서태지의 여섯 번째 음반이자 두 번째 솔로 음반이다. 2000년 9월 8일에 발매되었다. 발매 첫 날 초동 판매량이 90만 장이었고 대한민국 역대 초동 1위에 해당하는 기록이다. 음반 발매 전 선주문으로 100만 장을 돌파했으며 한국음반협회에 따른 총 판매량은 111만 장이다. 서태지닷컴에 따르면 총 판매량은 140만 장이다. 이후 2009년, 리마스터링되어 재발매되었다.

## 컴백
은퇴 후 4년 7개월 만인 2000년 8월 11일, 서태지가 인터넷을 통해 컴백을 알렸고, 2000년 8월 29일, 김포공항을 통해 미국에서 귀국하였다. 이 날, 김포공항은 수천여 명의 팬들과 수 백명의 기자들로 마비상태가 되었다. 그리고 이어 20000909 서태지 컴백 기념 콘서트를 가졌고 추석특집으로 문화방송을 통해 방송되었는데, 최고 시청률을 기록하며 일요일에 재방송되었다.

## 앨범
〈울트라맨이야〉를 통해 단 한 번도 국내 주류에서 선보인 적이 없는 뉴 메탈을 선보이자 많은 언론들은 미국의 유명한 뉴 메탈 밴드인 콘이나 림프 비즈킷의 음악을 표절했다는 의혹이 일어났고 이에 대해 기자회견에서 서태지는 "음악을 만들면서부터 그걸 생각하고 있었다. 모든 게 시간이 지나면 해결된다고 생각한다"라고 밝혔다.
6집은 빨간색 주얼케이스로 되어있으며, 프랙탈 이미지를 차용한 커버, 한글처럼 보이는 기괴한 문자로 써 있는 노래제목이 눈길을 끌었다. 수록곡으로는 팬들에게 헌정하는 노래 `울트라매니아` 기존 체제를 공격하는 내용으로 2002년 말에 미군 장갑차 여중생 압사 사건을 간접적으로 연상시킨다고 하여 뒤늦게 다시 관심을 모은 `탱크`, 악성글과 무분별한 음란사이트, 바이러스 등 인터넷의 폐해를 다룬 `인터넷 전쟁` 등이 대표적이며, `대경성`은 서태지의 일본 진출 싱글에서 `Feel the Soul`로 제목이 바뀌어 수록되며 뮤직비디오가 만들어지기도 했다.

### 리마스터링 재발매판
2007년 발매된 서태지 15주년 기념 박스세트에 포함된 버전이 2009년에 개별적으로 재발매된 것인데, 2000년 초판과는 달리 곡 사이에 끼여 있던 브릿지 〈아이템〉, 〈표절〉, 〈레고〉가 빠졌고, 기존 수록곡 역시 2000년의 원곡이 아니라 6집 리레코딩앨범에 수록된 버전으로만 구성되어있다. 그 외 히든트랙으로는 라이브, 리믹스 음원이 포함되었다.

## 수록곡

### CD
전체 작곡: 서태지
- 전체 편곡: 서태지| #             | 제목          | 작사          | 재생 시간 |
| ------------- | ------------- | ------------- | --------- |
| 1.            | 아이템        |               | 0:38      |
| 2.            | 탱크          | 서태지        | 4:10      |
| 3.            | 오렌지        | 서태지        | 3:53      |
| 4.            | 인터넷 전쟁   | 서태지        | 4:41      |
| 5.            | 표절          |               | 0:28      |
| 6.            | 대경성        | 서태지        | 4:10      |
| 7.            | 레고          |               | 0:44      |
| 8.            | 울트라맨이야  | 서태지        | 3:25      |
| 9.            | ㄱ나니        | 서태지        | 4:58      |
| 총 재생 시간: | 총 재생 시간: | 총 재생 시간: | 31:51     |
- 히든 트랙으로 서태지와 아이들 시절 《2집》수록곡인 〈너에게〉의 록 버전이 나온다.

### TAPE
| #  | 제목        | 작사·작곡 | 편곡   | 재생 시간 |
| -- | ----------- | --------- | ------ | --------- |
| 1. | 아이템      | 서태지    | 서태지 | 0:38      |
| 2. | 탱크        | 서태지    | 서태지 | 4:10      |
| 3. | 오렌지      | 서태지    | 서태지 | 3:53      |
| 4. | 인터넷 전쟁 | 서태지    | 서태지 | 4:41      |
| 5. | 표절        |           | 서태지 | 0:28      |
| 6. | 대경성      |           | 서태지 | 4:10      |

| #  | 제목         | 작사·작곡 | 편곡   | 재생 시간 |
| -- | ------------ | --------- | ------ | --------- |
| 1. | 레고         | 서태지    | 서태지 | 0:44      |
| 2. | 울트라맨이야 | 서태지    | 서태지 | 3:25      |
| 3. | ㄱ나니       |           | 서태지 | 9:44      |

| #   | 제목                                      | 재생 시간 |
| --- | ----------------------------------------- | --------- |
| 1.  | 오렌지 (6th Album Re-recording)           | 3:53      |
| 2.  | 인터넷 전쟁 (6th Album Re-recording)      | 4:37      |
| 3.  | 대경성 (6th Album Re-recording)           | 3:59      |
| 4.  | 울트라맨이야 (6th Album Re-recording)     | 3:27      |
| 5.  | ㄱ나니 (6th Album Re-recording)           | 4:49      |
| 6.  | 탱크 (6th Album Re-recording)             | 4:12      |
| 7.  | '02 너에게 (리레코딩앨범 수록곡)          | 2:11      |
| 8.  | '02 Come Back Home (리레코딩 앨범 수록곡) | 4:44      |
| 9.  | 울트라맨이야 (태지의 話 live)             | 4:28      |
| 10. | 인터넷 전쟁 (Zero 투어 live)              | 4:44      |
| 11. | '03 대경성 (Feel the Soul) (Remix)        | 4:14      |
| 12. | '03 인터넷 전쟁 (Remix)                   | 4:58      |

## 제작
이 목록은 해당 앨범의 부클릿에서 발췌하였다.
- 서태지 - 보컬, 연주, 작사·작곡·편곡, 프로듀서, 녹음 기술자
- 제이슨 로버트(Jason Robert) - 녹음 및 믹싱 기술자
- DJ 바부 - 스크래치
- 전상일(電視空) - 음반 디자인
  - 오승욱 - 보조 디자이너
- 채송아 - 카피라이터

### 2007/2009 리마스터링 재발매판
- 서태지: 프로듀서, 이그제큐티브 프로듀서, 리믹스(11, 12)
- 김석중: 리믹스(11)
- Tower Mastering studio(로스엔젤레스), Techno-T studio: 마스터링 스튜디오

## 인용
1. ↑  톱스타 대격돌[깨진 링크(과거 내용 찾기)] 《KBS》 2000년 9월 8일 보도
2. ↑  2000년 이후 7년간 음반판매량 1위는 어떤 노래? 보관됨 2016-08-18 - 웨이백 머신 《뉴스엔》 2007년 11월 24일 보도
3. ↑  '음악으로 승부'[깨진 링크(과거 내용 찾기)] 《KBS》 2000년 9월 14일 보도
4. ↑  《서태지》 라이너 노츠